# Парламент зарубежных финнов
Парламент зарубежных финнов (фин. Ulkosuomalaisparlamentti, швед. Utlandsfinländarparlamentet) — политико-консультативный форум финнов, проживающих за границами Финляндии.

## История
Парламент начал действовать в 1997 году. В работе Парламента (на 2013 год) участвовало 504 общины проживающих за рубежом финнов из 37 стран. Успешными инициативами парламента были: принятие в Финляндии закона о двойном гражданстве, а также облегчение налогообложения трудовых пенсий, выплачиваемых за рубеж.
На обсуждении парламентариев-финнов из более 22 стран мира находятся вопросы, касающиеся жизни финнов, живущих за рубежом, в частности, вопрос о голосовании по почте, о поддержке обучения финскому языку, о поддержании знаний финского языка. Самые большие финские диаспоры проживают в Швеции, США, Канаде.

## Председатели
- Пекка Саури (с апреля 2024 года)